# Shikimori's Not Just a Cutie
Shikimori's Not Just a Cutie (可愛いだけじゃない式守さん?, Kawaii dake ja nai Shikimori-san, lett. "Shikimori non è solo una ragazza carina") è un manga scritto e disegnato da Keigo Maki e serializzato da Kōdansha sulla sua rivista digitale e applicazione Magazine Pocket dal 2 febbraio 2019 al 18 febbraio 2023.
Un adattamento anime, prodotto da Doga Kobo, è stato trasmesso dal 10 aprile al 10 luglio 2022.

## Trama
Izumi è uno studente delle superiori la cui vita è da sempre piena di disgrazie. Sbadato e perseguitato dalla sfortuna ha sempre avuto numerosi incidenti e ferite. A causa di questo i suoi genitori e gli amici sono costantemente preoccupati per lui. La sua vita cambia però quando incontra la sua ragazza Shikimori.
Shikimori sembra la fidanzata perfetta: è molto carina, divertente, dolce, gentile, ed è molto innamorata di Izumi, ma ha anche un lato oscuro e freddo che emerge in determinate circostanze, lasciando tutti impressionati. Ha molto a cuore il benessere di Izumi, mostrando riflessi e doti atletiche incredibili se deve accorrere in suo aiuto, mentre quando si tratta di difenderlo sa essere veramente intimidatoria. Anche quando deve gareggiare contro i compagni di classe e gli amici si lascia trasportare dalla sfida (soprattutto se Izumi fa il tifo per lei) diventando inarrestabile.

## Personaggi
Miyako Shikimori (式守 都?)
Doppiata da: Saori Ōnishi
Una dolce liceale e la fidanzata di Izumi. Di solito è molto carina ma di tanto in tanto i suoi lati freddi mostrano che è intimidatoria e sorprendente allo stesso tempo. Si prende sempre cura del suo fidanzato proteggendolo letteralmente da ogni brutta situazione in cui si trova a causa della sua sfortuna. È anche molto brava negli sport e di solito in tutto ciò che fa tranne che in cucina, anche se in seguito migliora. Non riesce a leggere senza occhiali da vista.
Yuuki Izumi (和泉 幽希?)
Doppiato da: Shūichirō Umeda
Il fidanzato di Shikimori. Ha lucenti capelli viola scuro, occhi viola e ha una cicatrice sul lato destro della fronte che ha avuto quando un camion ha colpito la loro casa. Quando Izumi era un bambino, si faceva sempre male a causa della sua sfortuna che faceva preoccupare i suoi genitori per lui. Ma da quando ha iniziato ad uscire con la sua ragazza, le sue ferite quotidiane sono diminuite e ora vive una vita felice. Pur non eccellendo nello sport o nel resto di quello che fa, è molto bravo nello studio, tanto che nella graduatoria risulta sopra Shikimori.
Shu Inuzuka (犬束 秀?)
Doppiato da: Nobuhiko Okamoto
Ha i capelli corti, a punta, biondi con una frangia increspata che gli pende dalle sopracciglia. È un ragazzo molto spensierato ed è amico di Izumi che lo sostiene sempre e si prende cura di lui.
Kyo Nekozaki (猫崎 享?)
Doppiata da: Misato Matsuoka
È una delle migliori amiche di Shikimori. È molto estroversa e si avvicina a chiunque e a tutti senza alcuna riserva. Si commuove facilmente fino alle lacrime ed è molto espressiva.
Yui Hachimitsu (八満 結?)
Doppiata da: Rina Hidaka
È una delle migliori amiche di Shikimori insieme a Kyo Nekozaki. È una persona molto introversa, tanto che risulta spesso inespressiva, e odia l'esercizio. Preferisce oziare in casa invece di andare in spiaggia o a valle ma è una persona premurosa e non vuole deludere i suoi amici che si trovano al festival scolastico mentre lei partecipa a staffette e si allena molto duramente nonostante non le piaccia l'esercizio.
Ai Kamiya (狼谷 藍?)
Doppiata da: Ayaka Fukuhara
Ha i capelli neri con qualche sfumatura bluastra lunghi fino alle spalle e una figura snella. Di solito non avvia alcuna conversazione ed è generalmente gentile con tutti. Ha sempre il sorriso sulle labbra.
Fuji Shikimori (式守 藤?)
Doppiato da: Hiro Shimono
Fuji Shikimori è il fratello maggiore di Shikimori, tenero e riservato e si preoccupa spesso della sorella minore. Shikimori ha iniziato a praticare karate appunto grazie a lui. Ha dei folti capelli rosa scuro e gli occhi azzurri. Adora infastidire la sua sorellina, ma nonostante ciò la aiuta sempre quando si trova in difficoltà. Non sembra sapere della relazione tra Shikimori e Izumi anche se sospetta qualcosa. Non è bravo a interagire con le donne tranne sua madre e sua sorella. Desidera che Shikimori trovi la sua strada e non segua sempre gli altri. Ha la patente e qualche volta porta Shikimori al centro commerciale, viene spesso circondato da donne anche se non ci sa proprio fare, infatti è sempre Shikimori a salvarlo da quelle attenzioni indesiderate. Quando Shikimori era bambina era Fuji che la proteggeva, ma adesso sembra il contrario. Shikimori sembra aver imparato moltissime cose da lui e ritiene che non sarebbe mai stata la ragazza che oggi senza l'aiuto di suo fratello. Farebbe di tutto per la sua adorata sorellina e pensa che ora sia diventata una donna fantastica.
Motoko Izumi (和泉 許子?)
Doppiata da: Emi Shinohara
È la moglie di Akisada Izumi e la madre di Izumi. È una persona premurosa ed è spesso preoccupata per suo figlio, ma lo sostiene in ogni momento. Oltre ad essere colpita dalla sfortuna come suo figlio (ma in modo meno grave e pericoloso rispetto al giovane), mostra attrazione per la sua fidanzata. È Mokoto che accompagna Shikimori ai corsi di cucina, dandole una mano. Quando Izumi era piccolo le disse che non importava se lui si faceva male, l'importante era che sua madre stesse bene, cosa che la fece commuovere non poco.
Akisada Izumi (和泉 明貞?)
Doppiato da: Naomi Kusumi
È il marito di Motoko Izumi e il padre di Izumi. È un uomo molto gentile e premuroso che è anche molto competitivo. Ha i capelli biondi corti ed è robusto ed indossa spesso una maglietta e pantaloni. Nonostante la sua grande corporatura, spesso si fonde con l'ambiente circostante e non viene notato finché non parla. Viene lasciato intendere che fisicamente sia molto forte.

## Media

### Manga
Il manga, scritto e disegnato da Keigo Maki, è stato serializzato sulla rivista digitale e applicazione Magazine Pocket di Kōdansha a partire dal 2 febbraio 2019. La serie si è conclusa il 18 febbraio 2023. Il primo volume tankōbon è stato pubblicato il 7 giugno 2019 e al 7 aprile 2023 ne sono stati pubblicati in tutto venti.
In Italia la serie è stata annunciata durante il Napoli Comicon 2023 da Star Comics e viene pubblicato a partire dall'11 ottobre 2023 nella collana Dere. La traduzione dei testi è curata da Mattia Amione, mentre il lettering è realizzato da Sabrina Daviddi.

#### Volumi
| 1  | 7 giugno 2019                                                     | ISBN 978-4-06-516223-1 | 11 ottobre 2023   | ISBN 978-88-226-4334-6 |
| 1  | Capitoli - Capitoli 1-16 - Capitolo Extra                         |                        |                   |                        |
| 2  | 9 settembre 2019                                                  | ISBN 978-4-06-516891-2 | 8 novembre 2023   | ISBN 978-88-226-4336-0 |
| 2  | Capitoli - Capitoli 17-26 - Capitolo Extra 1 - Capitolo Extra 2   |                        |                   |                        |
| 3  | 9 dicembre 2019                                                   | ISBN 978-4-06-518339-7 | 6 dicembre 2023   | ISBN 978-88-226-4340-7 |
| 3  | Capitoli - Capitoli 27-37 - Capitolo Extra                        |                        |                   |                        |
| 4  | 9 marzo 2020                                                      | ISBN 978-4-06-518777-7 | 13 febbraio 2024  | ISBN 978-88-226-4522-7 |
| 4  | Capitoli - Capitoli 38-45 - Capitolo 45.5 - Capitolo Extra        |                        |                   |                        |
| 5  | 9 giugno 2020                                                     | ISBN 978-4-06-519740-0 | 9 aprile 2024     | ISBN 978-88-226-4668-2 |
| 5  | Capitoli - Capitoli 46-55 - Capitolo Extra                        |                        |                   |                        |
| 6  | 9 ottobre 2020                                                    | ISBN 978-4-06-521020-8 | 7 maggio 2024     | ISBN 978-88-226-4820-4 |
| 6  | Capitoli - Capitoli 56-65 - Capitolo Extra                        |                        |                   |                        |
| 7  | 8 gennaio 2021                                                    | ISBN 978-4-06-522032-0 | 4 giugno 2024     | ISBN 978-88-226-4822-8 |
| 7  | Capitoli - Capitoli 66-74 - Capitolo Extra                        |                        |                   |                        |
| 8  | 9 aprile 2021                                                     | ISBN 978-4-06-522880-7 | 2 luglio 2024     | ISBN 978-88-226-5010-8 |
| 8  | Capitoli - Capitoli 75-83 - Capitolo Extra                        |                        |                   |                        |
| 9  | 9 luglio 2021                                                     | ISBN 978-4-06-524019-9 | 27 agosto 2024    | ISBN 978-88-226-5012-2 |
| 9  | Capitoli - Capitoli 84-92 - Capitolo Extra                        |                        |                   |                        |
| 10 | 8 ottobre 2021                                                    | ISBN 978-4-06-525745-6 | 17 settembre 2024 | ISBN 978-88-226-5099-3 |
| 10 | Capitoli - Capitoli 93-99 - Capitolo Extra                        |                        |                   |                        |
| 11 | 7 gennaio 2022                                                    | ISBN 978-4-06-526594-9 | 15 ottobre 2024   | ISBN 978-88-226-5103-7 |
| 11 | Capitoli - Capitoli 100-107 - Capitolo Extra 1 - Capitolo Extra 2 |                        |                   |                        |
| 12 | 9 marzo 2022                                                      | ISBN 978-4-06-527271-8 | 12 novembre 2024  | ISBN 978-88-226-5237-9 |
| 12 | Capitoli - Capitoli 108-115 - Capitolo Extra                      |                        |                   |                        |
| 13 | 9 maggio 2022                                                     | ISBN 978-4-06-527850-5 | 10 dicembre 2024  | ISBN 978-88-226-5352-9 |
| 13 | Capitoli - Capitoli 116-123 - Capitolo Extra                      |                        |                   |                        |
| 14 | 8 luglio 2022                                                     | ISBN 978-4-06-528383-7 | 21 gennaio 2025   | ISBN 978-88-226-5414-4 |
| 14 | Capitoli - Capitoli 124-130 - Capitolo Extra                      |                        |                   |                        |
| 15 | 7 ottobre 2022                                                    | ISBN 978-4-06-529405-5 | 11 febbraio 2025  | ISBN 978-88-226-5472-4 |
| 15 | Capitoli - Capitoli 131-138 - Capitolo Extra                      |                        |                   |                        |
| 16 | 9 dicembre 2022                                                   | ISBN 978-4-06-529948-7 | 18 marzo 2025     | ISBN 978-88-226-5508-0 |
| 16 | Capitoli - Capitoli 139-147 - Capitolo Extra                      |                        |                   |                        |
| 17 | 9 febbraio 2023                                                   | ISBN 978-4-06-530330-6 | 22 aprile 2025    | ISBN 978-88-226-5510-3 |
| 17 | Capitoli - Capitoli 148-156 - Capitolo Extra                      |                        |                   |                        |
| 18 | 9 febbraio 2023                                                   | ISBN 978-4-06-530742-7 | 20 maggio 2025    | ISBN 978-88-226-5694-0 |
| 18 | Capitoli - Capitoli 157-166 - Capitolo Extra                      |                        |                   |                        |
| 19 | 7 aprile 2023                                                     | ISBN 978-4-06-531347-3 | 17 giugno 2025    | ISBN 978-88-226-5695-7 |
| 19 | Capitoli - Capitoli 167-174 - Capitolo Extra                      |                        |                   |                        |
| 20 | 7 aprile 2023                                                     | ISBN 978-4-06-531348-0 | 15 luglio 2025    | ISBN 978-88-226-5831-9 |
| 20 | Capitoli - Capitoli 175-178                                       |                        |                   |                        |

### Anime

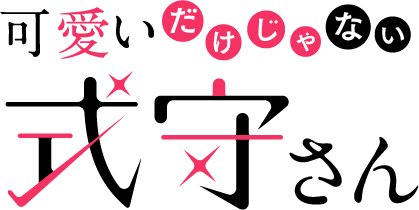
Logo della serie

Il 4 gennaio 2021, nell'account Twitter ufficiale di Magazine Pocket, è stato annunciato un adattamento anime, prodotto da Doga Kobo e diretto da Ryota Itō. La serie è andata in onda dal 10 aprile al 10 luglio 2022 sull'emittente TV Asahi a cadenza settimanale. La composizione della serie è a cura di Yoshimi Narita, col character design di Ai Kikuchi. La sigla d'apertura si chiama Honey Jet Coaster (ハニージェットコースター?) ed è cantata da Nasuo, mentre la sigla di chiusura è Route Blue di Yuki Nakashima.

#### Episodi
| Nº  | Titolo italiano Giapponese 「Kanji」 - Rōmaji | In onda        | In onda |
| Nº  | Titolo italiano Giapponese 「Kanji」 - Rōmaji | Giapponese     |         |
| 1   | La mia ragazza è super carina 「僕の彼女はとてもかわいい」 - Boku no kanojo wa totemo kawaii                                                                                               | 10 aprile 2022 |         |
| 2   | La quiete prima della tempesta, il torneo dei giochi con la palla! 「風雲、球技大会！」 - Fūun, kyūgi taikai!                                                                              | 17 aprile 2022 |         |
| 3   | Dopo una sventura c'è sempre un raggio di sole 「不幸のち、晴れ」 - Fukō nochi, hare | 24 aprile 2022 |         |
| 4   | L'inizio dell'estate e i sentimenti di ognuno di loro 「立夏、それぞれの想い」 - Rikka, sorezore no omoi                                                                                   | 1º maggio 2022 |         |
| 5   | L'elettrizzante gita al fiume! 「ウキウキ川あそび！」 - Ukiuki kawa asobi! | 8 maggio 2022  |         |
| 6   | I fuochi artificiali di fine estate 「夏ぞ隔たる花火かな」 - Natsu zo hedataru hanabi ka na                                                                                                | 15 maggio 2022 |         |
| SP  | Special 「いっしょに見よう！TVアニメ『可愛いだけじゃない式守さん』第1話オーディオコメンタリーSP」 - Issho ni miyou! TV anime “Kawaii dake ja nai Shikimori-san” dai 1-wa Ōdio Komentarī SP | 22 maggio 2022 |         |
| 7   | Festival culturale I 「文化祭Ⅰ」 - Bunkasai ichi | 29 maggio 2022 |         |
| 8   | Festival culturale II 「文化祭Ⅱ」 - Bunkasai ni | 5 giugno 2022  |         |
| SP2 | Special 02 「みんなで選ぼう！TVアニメ『可愛いだけじゃない式守さん』名シーン振り返りSP」 - Min'na de erabou! TV anime “Kawaii dake ja nai Shikimori-san” mei shīn furikaeri SP              | 12 giugno 2022 |         |
| 9   | Innocenza e imbranataggine 「無邪気さと不器用さ」 - Mujaki-sa to bukiyō-sa | 19 giugno 2022 |         |
| 10  | Voglia di vincere 「勝ちたい気持ち」 - Kachitai kimochi | 26 giugno 2022 |         |
| 11  | Non solo carina 「可愛いだけじゃない」 - Kawaii dake ja nai | 3 luglio 2022  |         |
| 12  | Più di un sogno 「夢よりも」 - Yume yori mo | 10 luglio 2022 |         |